# Bartramia austro-georgica
Bartramia austro-georgica är en bladmossart som beskrevs av Jean Édouard Gabriel Narcisse Paris 1894. Bartramia austro-georgica ingår i släktet äppelmossor, klassen egentliga bladmossor, divisionen bladmossor och riket växter. Inga underarter finns listade i Catalogue of Life.